# DigitalGlobe
DigitalGlobe là nhà cung cấp thương mại của Mỹ về hình ảnh vũ trụ và nội dung không gian địa lý, và là nhà khai thác tàu vũ trụ viễn thám dân dụng. Công ty đã niêm yết trên Sở Giao dịch Chứng khoán New York ngày 14 tháng 5 năm 2009, bán 14,7 triệu cổ phiếu ở mức 19,00 USD mỗi cổ phiếu để huy động vốn 279 triệu USD. Ngày 5 tháng 10 năm 2017, MDA (viết tắt của Cty MacDonald, Dettwiler and Associates, nay là Maxar Technologies Ltd.) đã hoàn tất việc mua lại DigitalGlobe .
Các vệ tinh WorldView phân biệt và không nên nhầm lẫn với công ty WorldView, một chi nhánh của Công ty Phát triển Không gian Paragon (Paragon Space Development Corporation) cung cấp các chuyến bay ở không gian gần.